# Magaudi
El magaudi es un instrumento musical de viento formado por una calabaza que sirve de depósito de aire y dos o tres tubos. Cuando el magaudi dispone de dos tubos se le denomina magaudi tubri y cuando dispone de tres, magaudi tumeri. Este instrumento lo usaban los encantadores de serpientes de Colombo, en Ceilán (hoy, Sri Lanka).